# 빅토르 그리신
빅토르 바실레예비치 그리신(Ви́ктор Васи́льевич Гри́шин)(1914년 9월 18일 - 1992년 5월 25일)은 소련의 정치인이었다. 그는 소련 공산당 정치국 국원 후보(1961-1971)였고, 국원(1971-1986)이었다.
그리신은 러시아 제국 모스크바 현의 세르푸호프에서 태어났다. 그는 1938년부터 1940년까지 붉은 군대에서 복무했다. 1941년, 그는 공산당원이 되었다. 그는 1967년부터 1985년까지 모스크바의 공산당 제1서기에 올랐다. 그는 강경한 입장으로 유명했다.
콘스탄틴 체르넨코 말년의 몇 달 동안, 그리신은 미하일 고르바초프와 서기장 자리를 놓고 다투는 경쟁자이자 대체인으로 받아들여졌다. 체르넨코와의 친함을 강조하기 위해, 그는 죽어가는 서기장을 1985년의 투표장에 끌고 왔다. 그리신의 이 행동은 역풍이 되었고 거의 모두가 그것을 잔인한 행동으로 보았다. 1985년 3월의 체르넨코 사망 이후, 그는 서기장 계승 후보 출마를 거부하고 대신, 비록 미적거리긴 했지만, 고르바초프를 지지했다. 고르바초프는 이후 만장일치로 서기장으로 선출되었다.
1985년 12월 말, 모스크바 공산당 중앙위원회 제1서기가 그리신에서 보리스 옐친으로 교체되었다. 그리신은 1986년 2월 18일 소련 공산당 정치국 국원 자리도 잃었다.
1991년의 러시아 보수 계열 신문 말라다야 그바르디야(Молодая гвардия)와의 인터뷰에서, 그는 예고르 리가초프(Егор Лигачёв) 등의 젊은 당 수뇌들이 내가 서기장이 되면 그들의 지위를 잃을까 두려워서 고르바초프를 지지했기에 자신이 졌다고 주장했다.
1992년 5월 25일, 그리신은 77세의 나이로 사망했다. 그는 국가 연금을 신청하러 방문한, 모스크바의 복지국 사무소에서 심장마비로 사망했다.